# Vladimir Chozin
Vladimir Vjačeslavovič Khozin (in russo Владимир Вячеславович Хозин?; Rostov sul Don, 3 luglio 1989) è un calciatore russo, difensore del Čeljabinsk.

## Palmarès

### Club

#### Competizioni nazionali
- Campionato armeno: 1

Ararat-Armenia: 2018-2019